# Fayetteville, Arkansas
Fayetteville là thành phố của quận Washington, Arkansas, Hoa Kỳ, nơi có Đại học Arkansas. Theo điều tra dân số năm 2000 của Hoa Kỳ, thành phố này có dân số 58.047 người. Vùng đô thị Fayetteville–Springdale–Rogers, AR-MO có dân số khoảng 420.876 người. Đây là thành phố đông dân thứ 3 ở Arkansas và là thủ phủ quận của quận Washington.6 Fayetteville, Arkansas được gọi là "Track Capital of the World" do có chương trình track của Đại học Arkansas which has won 42 national championships to date. It was also ranked 8th on Forbes Magazine's Top 10 Best Places in America for Business and Careers. Kiplinger's 2008 "Best Cities to Work, Live and Play" list featured Fayetteville as #7.

## Địa lý
Thành phố Fayetteville nằm ở tọa độ 36°4′35″B 94°9′39″T / 36,07639°B 94,16083°TĐã đưa tham số không hợp lệ vào hàm {{#coordinates:}} (36.076379, -94.160912)1. Theo Cục thống kê Hoa Kỳ, thành phố có tổng diện tích 44,5 dặm Anh vuông (115.2 km²), trong đó có 43.4 dặm Anh vuông (112.5 km²) là diện tích đất và 1,1 dặm vuông Anh (2,8 km²) là diện tích mặt nước